# Quilalí
Quilalí é um município da Nicarágua, situado no departamento de Nueva Segovia. Tem 345 km² de área e sua população em 2020 foi estimada em 33.159 habitantes.